# Divize F 2022/2023
Divize F 2022/2023 byla 4. ročníkem moravskoslezské Divize F, která je jednou ze skupin 4. nejvyšší soutěže ve fotbale v Česku. Tento ročník začal v sobotu 6. srpna 2022 úvodními zápasy 1. kola a skončil v pondělí 12. června 2023 závěrečnou dohrávkou 26. kola.
Tým MFK Karviná B jako vítěz skupiny postoupil do MSFL. Týmu TJ Unie Hlubina byl nabídnut mimořádný postup do MSFL, mužstvo jej však odmítlo. Žádné mužstvo této skupiny v tomto ročníku nesestoupilo do příslušného krajského přeboru.

## Formát soutěže
V sezóně se utkalo 14 týmů každý s každým dvoukolovým systémem podzim–jaro.

## Změny proti předchozímu ročníku
- Z MSFL 2021/22 nesestoupila žádná mužstva.
- Do MSFL 2022/23 postoupilo mužstvo 1. BFK Frýdlant nad Ostravicí. Spolu s ním  do MSFL postoupil i tým MFK Vítkovice.
- Z Divize E 2021/22 bylo přesunuto mužstvo TJ Valašské Meziříčí.
- Z předchozího ročníku sestoupily týmy SK Dětmarovice a FC Heřmanice Slezská.
- Z Přeboru Moravskoslezského kraje 2021/22 postoupily týmy FK Krnov (1. místo), TJ Břidličná (2. místo) a TJ Unie Hlubina (4. místo).

## Konečná tabulka
Zdroj: 
| Poř. | Tým                       | Z  | V  | R | P  | VG | OG | B  |
| ---- | ------------------------- | -- | -- | - | -- | -- | -- | -- |
| 1.   | MFK Karviná „B“           | 26 | 17 | 5 | 4  | 62 | 24 | 56 |
| 2.   | TJ Unie Hlubina (N)       | 26 | 15 | 5 | 6  | 46 | 23 | 50 |
| 3.   | SFC Opava „B“             | 26 | 15 | 4 | 7  | 60 | 30 | 49 |
| 4.   | TJ Valašské Meziříčí      | 26 | 13 | 5 | 8  | 49 | 38 | 44 |
| 5.   | FK Bospor Bohumín         | 26 | 12 | 4 | 10 | 48 | 43 | 40 |
| 6.   | FK Nový Jičín             | 26 | 12 | 4 | 10 | 47 | 43 | 40 |
| 7.   | ŠSK Bílovec               | 26 | 11 | 5 | 10 | 49 | 43 | 38 |
| 8.   | FK SK Polanka             | 26 | 10 | 6 | 10 | 32 | 31 | 36 |
| 9.   | MFK Havířov               | 26 | 9  | 8 | 9  | 40 | 40 | 35 |
| 10.  | FK Krnov (N)              | 26 | 10 | 5 | 11 | 33 | 40 | 35 |
| 11.  | TJ Jiskra Rýmařov         | 26 | 7  | 9 | 10 | 34 | 46 | 30 |
| 12.  | FC Slavoj Olympia Bruntál | 26 | 5  | 5 | 16 | 29 | 65 | 20 |
| 13.  | SK Frenštát pod Radhoštěm | 26 | 4  | 7 | 15 | 28 | 61 | 19 |
| 14.  | TJ Břidličná (N)          | 26 | 5  | 2 | 19 | 30 | 60 | 17 |

- Z = Odehrané zápasy; V = Vítězství; R = Remízy; P = Prohry; VG = Vstřelené góly; OG = Obdržené góly; B = Body; (S) = Mužstvo sestoupivší z vyšší soutěže; (N) = Mužstvo postoupivší z nižší soutěže (nováček)

|  | Postup do MSFL 2023/24 |